# أحزان مريم (مسلسل)
أحزان مريم، مسلسل تلفزيوني مصري سوري مشترك، من إنتاج عام 2006. المسلسل من تأليف سماح الحريري وإخراج عمر عبد العزيز. المسلسل من بطولة ميرفت أمين، شويكار، نور قدري، هدى هاني وشريف رمزي ودنيا سمير غانم وغيرهم.

## قصة
أدت ميرفت أمين بدور "مريم" التي تزوجت من رجل نصاب وطلقته؛ أنجبت منه ثلات أبناء، منهم ابن ضال يسلك سلوك والده في الحياة، وأخوه يحب والدته جداً، لذلك يعارض أخاه الذي يلعب بفتاة حتى تنتحر بسببة عندما تحمل منة لهم الاخت الوحيدة دنيا التي تقع في العديد من المشاكل بسببهم تحاول الأم تقويم أبنائها لكن دائما ما يفسد والدهم الامر وتعيش مريم لذلك في أاحزان دائمة ولذلك يسمى العمل أحزان مريم.